# Peter Jamvold
Peter Krefting Jamvold (ur. 27 sierpnia 1896 w Løten, zm. 4 czerwca 1962 w Oslo) – norweski żeglarz, olimpijczyk, zdobywca złotego medalu w regatach na Letnich Igrzyskach Olimpijskich w 1920 roku w Antwerpii.
Na Letnich Igrzyskach Olimpijskich 1920 zdobył złoto w żeglarskiej klasie 10 metrów (formuła 1907). Załogę jachtu Eleda tworzyli również Erik Herseth, Sigurd Holter, Ole Sørensen, Gunnar Jamvold (jego kuzyn), Claus Juell i Ingar Nielsen.